# Fűrész V.
A Fűrész V. (Saw V), az amerikai Fűrész horrorsorozat ötödik része, amely David Hackl rendezésével, Tobin Bell és Costas Mandylor főszereplésével készült 2008-ban.

## Cselekmény
Hoffman (Costas Mandylor) látszólag a Fűrész más néven John (Tobin Bell) ördögi hagyatékának örököse, de a rendőrök egyre közelebb kerülnek a próbák kitervelőjéhez, Hoffman nyomozóhoz, épp ezért újabb játékra van szükség, hogy elterelje magáról a figyelmet és hogy elvarrja a szálakat.

## Szereplők
| Szerep                               | Színész         | Magyar hang        |
| ------------------------------------ | --------------- | ------------------ |
| John (Kirakós)                       | Tobin Bell      | Végvári Tamás      |
| Mark Hoffman                         | Costas Mandylor | Sörös Sándor       |
| Strahm ügynök                        | Scott Patterson | László Zsolt       |
| Jill                                 | Betsy Russell   | Spilák Klára       |
| Dan Erickson                         | Mark Rolston    | Végh Péter         |
| Brit                                 | Julie Benz      | Nemes Takách Kata  |
| Charles                              | Carlo Rota      | Berzsenyi Zoltán   |
| Paul                                 | Mike Butters    |                    |
| Luba                                 | Meagan Good     | Bogdányi Titanilla |
| Mallick                              | Greg Bryk       | Fekete Zoltán      |
| Ashley                               | Laura Gordon    | Mezei Kitty        |
| Rendőrfőnök                          | Al Sapienza     | Koncz István       |
| Seth                                 | Joris Jarsky    | Seder Gábor        |
| Fisk nyomozó                         | Mike Realba     | Maday Gábor        |
| Bernie Feldman                       | Jeff Pustil     | Katona Zoltán      |
| Recepciós az ügyvédi irodában        | Dana Sorman     |                    |
| Cowan különleges ügynök              | Sheila Shah     | Molnár Ilona       |
| Pamela Jenkins                       | Samantha Lemole |                    |
| Rigg (Archív felvétel)               | Lyriq Bent      |                    |
| Perez ügynök (Archív felvétel)       | Athena Karkanis |                    |
| Art (Archív felvétel)                | Louis Ferreira  | Rajkai Zoltán      |
| Eric Matthews (Archív felvétel)      | Donnie Wahlberg |                    |
| David Tapp nyomozó (Archív felvétel) | Danny Glover    | Kránitz Lajos      |
| Amanda (Archív felvétel)             | Shawnee Smith   |                    |
| Lynn (Archív felvétel)               | Bahar Soomekh   | Kéri Kitty         |
| Corbett                              | Niamh Wilson    | Pekár Adrienn      |
| Jeff (Archív felvétel)               | Angus Macfadyen | Kőszegi Ákos       |